# Buzz marketing
Buzz Marketing hay đơn giản là Buzz là một thuật ngữ được sử dụng trong Viral Marketing (tiếp thị lan truyền) đề cập đến sự tương tác giữa người tiêu dùng và sản phẩm hoặc dịch vụ nhằm khuếch đại hoặc thay đổi thông điệp truyền thông ban đầu. Những tương tác này ví dụ như cảm xúc, năng lượng, sự phấn khích hoặc sự mong chờ của khách hàng về một sản phẩm hoặc dịch vụ nào đó có thể tích cực hoặc tiêu cực. Buzz có thể được tạo ra bởi các hoạt động tiếp thị có chủ ý của doanh nghiệp hoặc có thể là kết quả của một sự kiện riêng biệt đi vào nhận thức của công chúng thông qua các kênh truyền thông xã hội hoặc kênh truyền thống như báo chí. Buzz Marketing ban đầu được gọi là "giao tiếp bằng lời nói" (oral communication) nhưng trong thời đại của Web 2.0, các phương tiện truyền thông xã hội như Facebook, Twitter, Instagram và YouTube hiện nay chính là các kênh truyền thông chính cho Buzz Marketing.

## Chiến lược
Một số chiến thuật phổ biến được sử dụng để tạo một cú Buzz bao gồm xây dựng sự hồi hộp xung quanh các buổi ra mắt hoặc sự kiện, tạo ra các cuộc tranh cãi hoặc tiếp cận với các blogger và những người có ảnh hưởng trên phương tiện truyền thông xã hội. Người dùng mạng xã hội trong bất kỳ cộng đồng online cụ thể nào cũng có thể được chia thành ba nhóm: những người có ảnh hưởng, các cá nhân và những người tiêu dùng.
- Người ảnh hưởng sẽ truyền tải thông điệp bao gồm cả tiêu cực lẫn tích cực đến các đối tượng trong cộng đồng, thường với mục đích là tạo nên danh tiếng của họ trong cộng đồng đó. Vì vậy, một chiến dịch truyền thông thành công phải tìm và thu hút được những người có ảnh hưởng tích cực đến thương hiệu, cung cấp cho họ thông tin sản phẩm và các ưu đãi để họ truyền tải đến cộng đồng.
- Các cá nhân là thành viên của cộng đồng, họ là những người tìm thấy giá trị trong việc tiếp thu nội dung và tương tác với các thành viên khác. Mục đích cuối cùng của chiến lược tiếp thị là biến các cá nhân này thành nhóm thứ ba: người tiêu dùng, những người mua thực sự và sau đó phát triển lòng trung thành thương hiệu, làm cơ sở cho một cú Buzz tích cực. Thách thức đối với nhà tiếp thị ở đây là phải tìm hiểu động lực mua hàng thật sự của các cá nhân trong cộng đồng và có thể sử dụng chúng một cách hiệu quả.

Phát triển chiến lược marketing trên các nền tảng mạng xã hội cũng phải tính đến sự tương tác với các phương tiện truyền thống bao gồm cả tiềm năng khi cả hai kết hợp với nhau để có hiệu quả lớn hơn hoặc cả trường hợp khi mà kênh này giành lấy thị trường từ kênh kia, dẫn đến kết quả không thể mở rộng thị trường. Điều này có thể được nhìn thấy trong mối liên hệ ngày càng tăng giữa buzz marketing và kênh truyền hình truyền thống. Các chương trình điều khiển các cú ‘’buzz’’ thường khuyến khích sự tham gia của người xem trên các phương tiện truyền thông xã hội trong lúc các chương trình đó phát sóng, và năm 2013, xếp hạng lượt xem của Nielsen đã được mở rộng để bao gồm thêm hạng mục truyền thông xã hội dựa vào số liệu  trên Twitter. Nhưng ví dụ nổi tiếng nhất là chiến dịch của Super Bowl. Công ty đã có những dự đoán trước khi trò chơi được tung ra bao gồm phát hành các quảng cáo hoặc teaser trực tuyến, thu hút sự đóng góp của người dùng như cuộc thi Crash the Super Bowl của Doritos sân chơi cho phép bỏ phiếu online cho những quảng cáo do người tiêu dùng tạo ra và những quảng cáo này sau đó sẽ được phát sóng trong suốt trò chơi, với mục đích tạo ra tranh luận, chẳng hạn như quảng cáo SodaStream 2013 và 2014 đã bị từ chối bởi mạng lưới phát sóng trò chơi vì đề cập trực tiếp tên của các đối thủ cạnh tranh.
Để tạo ra một cú buzz hiệu quả mang hướng tích cực, nghiên cứu đã chỉ ra rằng quảng cáo đó phải thu hút người xem cảm xúc theo cách tích cực. Quảng cáo Super Bowl của Budweiser được xem là quảng cáo thành công nhất trong việc tạo ra cú buzz, được đo bằng cuộc khảo sát của Super Today Ad Meter của USA Today trong lịch sử 26 năm của hãng, đây là một minh chứng cho việc sử dụng thành thạo các câu chuyện gây cảm động, hình ảnh những con vật dễ thương, những chú ngựa oai phong và các giá trị cốt lõi của người Mỹ để khuấy động cảm xúc tích cực của khán giả. Sử dụng tranh cãi để tạo Buzz Marketing có thể có rủi ro vì nghiên cứu cho thấy rằng các chủ đề gây tranh cãi nhẹ sẽ kích thích nhiều tiếng vang hơn là các chủ đề hoàn toàn trung lập, nhưng khi chủ đề khiến người xem trở nên khó chịu hơn, lượng buzz sẽ giảm đáng kể. Một cú buzz hiệu quả nhất sẽ được tạo ra tại điểm "tốt nhất'' (sweet spot) nơi mà chủ đề đủ thú vị để mời gọi bình luận, nhưng lại không quá gây tranh cãi đến mức mọi người phải tránh xa. Cũng có rủi ro đáng kể khi sử dụng tranh cãi để tạo nên buzz marketing, ví dụ như quảng cáo It’s Beautiful của Coca-Cola vào năm 2014 được phát sóng trong Super Bowl đã tạo ra phản ứng dữ dội.

## Đo lường
Hai thuật ngữ phổ biến được sử dụng để mô tả buzz là quy mô (volume), thứ xác lượng số lượng lượt trao đổi liên quan đến sản phẩm hoặc chủ đề trong một khoảng thời gian nhất định và đánh giá hoặc xếp hạng, một thước đo định tính hơn về cảm xúc tích cực hoặc tiêu cực của người tiêu dùng liên quan đến sản phẩm. Các cách đo lường volume cơ bản của buzz  trên truyền thông xã hội bao gồm lượt truy cập, lượt xem, lượt đề cập, người theo dõi và người đăng ký; các biện pháp ở cấp độ khác như chia sẻ, phản hồi, clicks, re-posti, bình luận và đăng bài trên trang cá nhân của mình,.. cung cấp một dấu hiệu tốt hơn về mức độ tương tác của người tham gia vì chúng yêu cầu những hành động cụ thể để phản hồi với các giao tiếp ban đầu.
Các công ty có thể theo dõi buzz marketing của họ trực tuyến bằng cách sử dụng các công cụ giám sát. Có nhiều công cụ sẵn có để thu thập dữ liệu buzz; hay một số nghiên cứu về các tìm kiếm trên web đề cập cụ thể trong blog hoặc bài đăng, các công cụ khác theo dõi các cuộc hội thoại trên các kênh truyền thông xã hội và đánh giá chúng về mức độ phổ biến, tầm ảnh hưởng và thái độ bằng thuật toán đánh giá cảm xúc và sự tham gia tương tác cá nhân. Giám sát Buzz (Buzz monitoring) có thể được sử dụng để đánh giá hiệu suất của các chiến lược tiếp thị cũng như nhanh chóng xác định các vấn đề tiêu cực hoặc các vấn đề về sản phẩm cần được sự phản hồi. Nó cũng có thể được sử dụng để xác định và nắm bắt các xu hướng hiện tại sẽ thay đổi hành vi của người tiêu dùng. Ví dụ, chế độ ăn kiêng low-carb đã nổi lên trong nhiều tháng trước khi doanh số tại các cửa hàng tạp hóa phản ánh được xu hướng này. Giám sát buzz xung quanh các chủ đề nhất định có thể được sử dụng như một nhân tố ẩn danh của một nhóm tập trung (focus group) trong việc phát triển sản phẩm mới. Đối với một số công ty, điều quan trọng là phải hiểu được tiếng vang xung quanh sản phẩm của mình trước khi đưa sản phẩm đó ra thị trường.

## Buzz tiêu cực và tích cực
"Buzz" tích cực thường là mục tiêu của tiếp thị lan truyền, quan hệ công chúng và quảng cáo trên phương tiện truyền thông Web 2.0. Nó xảy ra khi mức độ tương tác cá nhân cao trên phương tiện truyền thông xã hội thúc đẩy quy mô của buzz tăng lên đối với các liên kết tích cực với sản phẩm hoặc thương hiệu. Buzz này đạt đến điểm thu hút sự chú ý của người tiêu dùng và phương tiện truyền thông một cách dễ dàng, thu hút sự chú ý của mọi người vì thông tin được coi là giải trí, hấp dẫn hoặc thậm chí đáng tin cậy . Ví dụ về các sản phẩm có những tiếng vang tích cực mạnh mẽ là Harry Potter, Volkswagen's New Beetle, Pokémon, Beanie Babies, and The Blair Witch Project.
 ‘’Buzz’’ tiêu cực có thể xuất phát từ các sự kiện tạo ra mối liên hệ xấu với sản phẩm trong tâm trí công chúng, chẳng hạn như thu hồi khi phát hiện các vấn đề ảnh hưởng đến an toàn của người tiêu dùng, hoặc do hậu quả không lường trước của các chiến lược tiếp thị không được khuyến khích. Nếu không nhanh chóng giải quyết, tiếng vang tiêu cực có thể gây hại cho thành công của sản phẩm và các tổ chức/cá nhân đã quảng bá cho sản phẩm này. Các ví dụ về ‘’buzz’’ tiêu cực bao gồm chiến dịch quảng cáo gây sốc của United Colors of Benetton đã tạo ra nhiều cuộc tẩy chay và kiện cáo, và General Motors 2014 đã thu hồi sản phẩm xe ô tô của mình trong nhiều năm sau khi xảy ra sự cố với công tắc đánh lửa bị lỗi mà họ thừa nhận đã gây ra 13 cái chết. Trong trường hợp của General Motors, các kênh truyền thông truyền thống cũng góp phần khuếch đại câu chuyện thông qua báo cáo về các vụ thu hồi đang diễn ra và lời khai của Giám đốc điều hành GM Mary Barra trước Hạ viện Hoa Kỳ.

## Hiệu quả
Buzz hoạt động như một công cụ tiếp thị vì các cá nhân trong các tình huống xã hội dễ được tin tưởng hơn các doanh nghiệp, đó có thể được coi là có mối liên hệ đối với sản phẩm và/hoặc dịch vụ của họ. Truyền thông giữa các cá nhân đã được chứng minh là có hiệu quả trong việc ảnh hưởng đến quyết định mua hàng của người tiêu dùng hơn là chỉ quảng cáo, và để đạt hiểu quả tốt nhất cả hai phương thức nền được kết hợp với nhau.
Một bài báo năm 2013 của Xueming Luo và Jie Zhang [8] liệt kê nhiều nghiên cứu trước đây đã cho thấy mối tương quan tích cực giữa  buzz rating và/hoặc volume và doanh số sản phẩm hoặc doanh thu của công ty. Để mở rộng hơn nữa về nghiên cứu đó, Luo và Zhang đã điều tra mối quan hệ của lưu lượng truy cập web và buzz cũng như ảnh hưởng của chúng đến hiệu suất thị trường chứng khoán trong chín công ty giao dịch hàng đầu trong ngành công nghiệp phần cứng và phần mềm máy tính. So sánh dữ liệu về xếp hạng và buzz volume của người tiêu dùng từ một trang đánh giá sản phẩm điện tử phổ biến, trang web với lợi nhuận cổ phiếu của các công ty trong cùng kỳ, họ nhận thấy mối tương quan tích cực mạnh mẽ giữa buzz trực tuyến và hiệu suất cổ phiếu. Họ cũng nhận thấy rằng do nội dung trực tuyến ngày càng tăng và những hạn chế trong sự chú ý của người tiêu dùng, việc cạnh tranh buzz cho các sản phẩm đối thủ có thể có tác động tiêu cực đến hiệu suất của hãng. Đối với chín công ty này, buzz có tác động lớn hơn lưu lượng truy cập và chiếm khoảng 11% tổng chuyển đổi của lợi nhuận cổ phiếu, với 6% do hoạt động tiếp thị của chính công ty khiến giá cổ phiếu tăng và 5% do buzz của các công ty đối thủ khiến chúng hạ giá.
Khi người tiêu dùng ngày càng mong đợi có được tiếp cận với buzz về các sản phẩm như một phần của quyết định mua hàng của họ và tương tác với thương hiệu trên phương tiện truyền thông xã hội, các công ty thành công đang được thúc đẩy áp dụng các chiến lược tiếp thị truyền thông xã hội để duy trì tính cạnh tranh. Để lập kế hoạch và thực hiện thành công các chiến dịch này, đòi hỏi khả năng dự đoán hiệu quả và từ đó lợi tức đầu tư có thể được dự kiến cho số tiền đã sử dụng.

## Buzz Marketing trong thời đại kỹ thuật số
Với việc xuất hiện các công nghệ truyền thông tương tác và kỹ thuật số mới vào ngành tiếp thị, một sự nhấn mạnh đã được đặt ra cho việc sử dụng nội dung trực tuyến để tạo buzz về sản phẩm, dịch vụ hoặc công ty. Các công ty nổi tiếng với cách làm này là Amazon và Netflix, cả hai đều sử dụng mô hình khách hàng cá nhân (individual customer patterns) và tận dụng xu hướng sử dụng trên các trang này để nâng cao trải nghiệm trong tương lai của khách hàng.  Kết quả là, điều này hoạt động hướng tới một trong những mục tiêu chính của buzz marketing, cung cấp cho mỗi khách hàng trải nghiệm độc đáo để thúc đẩy họ mua sản phẩm.
Nhiều công ty cũng đang sử dụng sự các nền tảng trực tuyến mà họ có mặt để tạo tiếng vang bằng cách cho phép người dùng đăng đánh giá trên trang web của họ, cũng như việc sử dụng các đánh giá được đăng trên các trang web của bên thứ ba. Khái niệm đánh giá trực tuyến này cũng hoạt động để tạo ra tiếng vang tiêu cực, và đã là một chủ đề nhận nhiều chỉ trích. Trang web đánh giá trực tuyến Yelp đã bị chỉ trích sau những cáo buộc rằng các chủ doanh nghiệp đã trả tiền cho trang web này để chỉ hiển thị các đánh giá tích cực, trong nỗ lực thúc đẩy doanh số và che giấu những tin đồn tiêu cực về các doanh nghiệp này Sau khi 10 doanh nghiệp nhỏ đệ đơn kiện Yelp vào năm 2010, trang web đã đưa ra quyết định loại bỏ tùy chọn "Đánh giá yêu thích", tùy chọn mà trước đây cho phép chủ doanh nghiệp lựa chọn đánh giá mà họ thích nhất và hiển thị nó, cũng như hiển thị lại các nội dung trước đó đã bị ẩn.
Ngoài ra, Twitter là người đã thay đổi cuộc chơi về khái niệm buzz marketing trong thời đại kỹ thuật số. Twitter - trang web blog trực tuyến, với lưu lượng truy cập web tổng cộng khoảng 350.000 tweet được gửi mỗi phút, [20] đã nhanh chóng trở thành một công cụ quan trọng trong kinh doanh và tiếp thị. Các công ty hiện đang tạo các tài khoản Twitter như một phương tiện giao tiếp cá nhân với khách hàng mục tiêu của họ. Twitter cho phép các doanh nghiệp ở mọi quy mô giao tiếp trực tiếp khách hàng của họ và cho phép khách hàng phản hồi lại, một tính năng chỉ có thể sử dụng trong thời đại kỹ thuật số. Ngoài ra, các công ty có thể trả tiền để tweet của họ hiển thị trên "dòng thời gian" của người dùng mà họ muốn tiếp cận. Nhiều người nổi tiếng và nhân vật của công chúng với một lượng lớn "người theo dõi" trên Twitter cũng nhận hợp đồng quảng bá để tweet về các sản phẩm.
Một số ví dụ đáng chú ý về buzz marketing trong thời đại kỹ thuật số bao gồm chiến dịch tiếp thị rất thành công cho phần ba của loạt phim AMC - Mad Men. Kênh truyền hình đã tạo ra một công cụ sản xuất ảnh đại diện (avatar) trực tuyến cho phép người hâm mộ của chương trình tạo ra các phiên bản trực tuyến của chính họ theo phong cách những năm 1960 được miêu tả trong chương trình. Trang web đã đạt được hơn nửa triệu người dùng trong tuần đầu tiên và kể từ đó đã được cập nhật để quảng bá các mùa liên tiếp. Chiến dịch đã giúp chương trình được xếp ở thứ hạng cao nhất tại thời điểm đó. Một chiến dịch tiếp thị buzz thành công khác xoay quanh bộ phim "Found footage" năm 2007 của Paranormal Activity. Bộ phim với kinh phí nhỏ này ban đầu chỉ được phát hành tại một số thành phố. Một đoạn trailer sau đó đã được phát hành đến công chúng với đoạn kết kêu gọi các cá nhân lên mạng và "yêu cầu" bộ phim được đưa đến một thành phố gần họ. Một khi một thành phố được yêu cầu đủ thời gian, bộ phim sẽ được chiếu tại các rạp trong thành phố đó. Thành công của bộ phim này có thể được ghi nhận là nhờ vào chiến dịch tiếp thị này, hoạt động theo nguyên tắc "chúng tôi luôn muốn những gì chúng tôi không có" (we always want what we don't have).

## Các yếu tố giúp Buzz Marketing thành công
Theo Word of Mouth Marketing Association, có những yếu tố có thể giúp một chiến dịch Buzz Marketing thành công.

### Phải có gì đó để khách hàng bàn luận:
"Để thành công ở bất kỳ chiến dịch Buzz Marketing nào, trước hết bạn cần có một thương hiệu và thương hiệu đó phải được khách hàng nói đến.’’ Theo Mark Hughes, tác giả của cuốn sách bán chạy nhất - Buzz Marketing.
Chiến dịch buzz marketing được nhắc đến nhiều nhất cũng đến từ Mark Hughes. Mark đã tạo ra một tiếng vang lớn về www.half.com, công ty mà anh đang làm việc bằng cách trả tiền để đổi tên một thành phố bằng chính tên công ty đó. Chẳng mấy chốc, điều này bắt đầu được nói đến trên báo và tivi. Và không lâu sau, mọi người cũng bắt đầu nói về nó. Trong vòng hai mươi ngày, trang web đã được bán cho eBay với giá 300 triệu đô la. Sự ồn ào này lan truyền thậm chí còn nhanh hơn khi eBay mua nó và lưu lượng truy cập đã tăng từ 0 lên 8 triệu trong vòng ba năm.

### Sử dụng những người có ảnh hưởng:
Buzz Marketing sẽ không thực sự thành công nếu doanh nghiệp không sử dụng những người có ảnh hưởng trong cộng đồng hoặc lĩnh vực liên quan để truyền bá thông điệp. Bởi vì thông điệp không thể tự nhiên hay bất ngờ lan đến mọi người..
Reckitt Benckiser, nhà quảng bá thương hiệu của Dettol đã phân phối 48.000 mẫu thử của sản phẩm đến 4000 bà mẹ có ảnh hưởng trong cộng đồng của họ với thông điệp rằng ‘’Hãy thử một mẫu và chia sẻ mười mẫu khác với những người khác’’. Điều này đã giúp công ty tiếp cận được 46% đối tượng mục tiêu và giúp doanh số tăng đến 86%. Đây là một ví dụ rõ ràng về cách một công ty tận dụng những người có ảnh hưởng để tạo tiếng vang cho thương hiệu của mình.

### Đưa ra những đề xuất đáng hấp dẫn và chú ý:
Khách hàng ngày nay thường bị vây quanh bởi các ưu đãi như "Mua 2 tặng một’’, "Mua một tặng một, bảo hành trọn đời.’’,.. Mặc dù, doanh số có thể được tăng lên với những ưu đãi này, nhưng mọi người không thấy điều gì đáng chú ý trong những chương trình như vậy. Trước tình hình đó, Zappos đã đưa ra một ưu đãi thu hút chú ý và thành công. Họ đã cho chạy chính sách hoàn trả "365 ngày" cùng dịch vụ khách hàng chưa từng có. Giám đốc điều hành của công ty, Tony Hseih, đã phân bổ ngân sách để lợi nhuận và chất lượng dịch vụ khách hàng bù đắp ngân sách cho tiếp thị. Và điều này đã hiệu quả khi mọi người bắt đầu nói về chiến dịch, dịch vụ khách hàng tốt đã giúp công ty đạt được doanh thu 2 tỷ đô la.

### Mang đến trải nghiệm tốt để khách hàng chia sẻ:
Maggi đã tạo ra sự hứng thú ở các trường học Ấn Độ vào giữa những năm tám mươi bằng cách phân phối một bộ sản phẩm liên quan đến mì ăn liền Maggi cho học sinh trên toàn quốc. Vào thời điểm đó thực phẩm chế biến sẵn vẫn còn xa lạ, có thể nói, đây là lần đầu tiên họ được giới thiệu một khái niệm về sản phẩm ăn liền. Trẻ em tỏ ra rất thích và bắt đầu bàn về điều này, thậm chí còn kêu gọi cha mẹ của mình mua thêm. Tại thị trường Mỹ, Coconut Bliss, đã tiếp cận với nhiều khách hàng hơn thông qua các sự kiện và các cuộc biểu tình. Các phương tiện truyền thông xã hội cũng đã giúp thương hiệu này xây dựng hình ảnh. Do đó, một nguyên tắc được chấp nhận cho rằng để thực hiện buzz marketing doanh nghiệp luôn cần có một điều gì đó để khách hàng bàn về nó, những trải nghiệm cũng là thứ mà mọi người muốn chia sẻ với bạn bè và đồng nghiệp của họ.

### Có nhiều sự đa dạng:
Một sản phẩm sẽ không được nói đến trừ khi nó được tung ra để thực hiện các hoạt động khác nhau không liên quan đến bán hàng trực tiếp. Red Bull, nhà sản xuất nước tăng lực, đã thực hiện nhiều hoạt động để khiến mọi người nói về thương hiệu của họ. Các nhân viên phân phối Red Bull xuất hiện trong chiếc xe có dán nhãn hiệu của hãng, tài trợ cho các chương trình của sinh viên, tổ chức các chương trình dành cho Sinh viên, tài trợ cho sinh viên báo chí và điện ảnh để tạo nên những câu chuyện và tin tức tích cực xung quanh Thương hiệu Red Bull.

### Sự khác biệt giữa Buzz marketing và Viral Marketing:
Nếu Buzz Marketing là một chiến lược offline nhằm khiến mọi người nói về sản phẩm hoặc thương hiệu, thì chiến lược trực tuyến tốt nhất để truyền bá thông điệp là Viral Marketing. Một số nguyên tắc áp dụng cho buzz marketing cũng có thể được áp dụng cho viral marketing như doanh nghiệp cần có một thương hiệu tốt, có thông tin để truyền tải và cần có một cái gì đó độc đáo, đáng chú ý về nó.
Cũng giống như một chương trình virus trên máy tính lan truyền với tốc độ chóng mặt khi nhiều người dùng tò mò mở ứng dụng nào đó hoặc cài đặt nó vào máy tính của họ, các chiến dịch Viral cũng dựa trên sức mạnh về sự độc đáo của mình và truyền tải nó đến người tiêu dùng.
1. Sản phẩm miễn phí: Hotmail là ví dụ được đề cập nhiều nhất trong việc cung cấp dịch vụ miễn phí và gắn thẻ vào cuối mỗi tin nhắn mà người dùng gửi - "Nhận email cá nhân và miễn phí của bạn tại http: //www.hotmail.com.’’ Nó có thể ở dạng ứng dụng di động miễn phí, email miễn phí, dịch vụ thông tin miễn phí, hoặc tải phần mềm miễn phí. Bởi sự miễn phí thường thu hút sự quan tâm và cái nhìn của người tiêu dùng, từ đó giúp doanh nghiệp tạo ra một cơ sở dữ liệu về địa chỉ email, tăng doanh thu quảng cáo, cơ hội bán hàng trên nền tảng thương mại điện tử. Thậm chí một số tờ báo và tạp chí được bán với giá cao so với chi phí in ấn, nhờ vào hỗ trợ quảng cáo. Và mọi người có xu hướng xem các phim truyền hình nổi tiếng vì chúng miễn phí và được trả tiền bởi các nhà quảng cáo.
2. Sự kết nối cảm xúc: Viral marketing sẽ không thành công như Buzz Marketing nếu thiếu cảm xúc trong chiến dịch. Cảm xúc có thể kích hoạt như tiếng cười, cú sốc, sự tò mò, bất ngờ, hoang mang hoặc ngạc nhiên. Red Bulls đã cho ra chiến dịch cùng video xe Torro Rosso hạng F1 bị máy bay trực thăng thả vào một sợi dây trượt tuyết và sau đó bắt đầu cuộc đua là một ví dụ về sự phấn khích. Thử thách Ice Bucket gợi lên sự đồng cảm trong khi quảng cáo Panda Cheese gợi lên sự tò mò.
3. Thúc đẩy trách nhiệm xã hội cùng xây dựng thương hiệu: Khi một công ty được biết đến như một tổ chức có trách nhiệm, mọi người sẽ có liên tưởng tích cực đối với thương hiệu. Ví dụ kinh điển cho việc này là Ice bucket challenge. Với thử thách này, người tham gia sẽ bị đổ một xô nước lên người, quay lại video và sau đó chia sẻ nó. Thử thách đã thu được 100 triệu đô la và có hỗ trợ thực từ Zuckerburg, Martha Stewart, Orah, Bill Gates và những người nổi tiếng khác.
4. Hiện thực hoá: Các video thực tế thường có sức hấp dẫn và thu hút một lượng lớn khán giả hơn là những video dựa trên một kịch bản sáng tạo. America’s Funniest Home Videos và chiến dịch TNT’Drama Button đã được nói đến rất nhiều vì chúng mang đến sự hài hước, bất ngờ hoặc thậm chí là gây sốc.
5. Có sự kết nối thương hiệu: Nhiều nhà tiếp thị đã dành thời gian và tiền bạc để tạo ra một nội dung lan truyền trên video, FaceBook hoặc trên các trang web, nhưng điều còn thiếu chính là kết nối thông điệp với thương hiệu. Đôi khi, đó có thể là sự hài hước nhưng thương hiệu lại không đạt được sự thành công vì kết nối thương hiệu bị thiếu trong chiến dịch. Các ví dụ hoàn hảo về vấn đề này là chiến dịch ReTweet to Feed a Hungry Child của Kelloss UK và Evian Roller Babies nhằm mục đích quảng bá nước uống của họ. Video có 70 triệu lượt xem và thông điệp mà nó dự định truyền tải là uống nước Evian có thể giúp bạn tràn đầy năng lượng và trẻ trung như những đứa trẻ. Tuy nhiên video không thể đẩy thương hiệu hoặc mang về doanh số vì thiếu sự kết nối thương hiệu.
6. Tận dụng sức mạnh của phương tiện truyền thông xã hội, trực tuyến: Bất kỳ chiến dịch nào được chia sẻ và thảo luận trên FaceBook, Twitter đều có cơ hội lan truyền tốt hơn khi nhiều người bắt đầu sử dụng và tham gia vào các nền tảng này. Trên thực tế, xu hướng chủ đạo của năm 2016 là để mạng xã hội trở thành một phương tiện truyền thông hơn là một chiến lược tiếp thị.

## Kết luận
Buzz Marketing và Viral Marketing chủ yếu áp dụng các nguyên tắc giống nhau để gây được sự chú ý và bàn tán. Về cơ bản, 2 cách thức này có chung một số tính năng phổ biến nhưng cũng có sự khác biệt  trong phương tiện truyền thông. Buzz marketing dựa trên sự kiện như các chương trình roadshow, các chiến dịch quảng cáo trên các xe tải,.. nhiều hơn. Trước sự ra đời và phát triển của công nghệ cũng như phương tiện truyền thông đại chúng, buzz marketing đã thịnh hành hơn thông qua các tiểu phẩm ngắn, vở trình diễn, kịch đường phố,...
So với các phương tiện truyền thông truyền thống, các chiến dịch này ít tốn kém và mang lại ROI cao hơn.
Buzz marketing và Viral marketing hỏi đầu tư về mặt sáng tạo thay vì chi phí vì thông điệp rất quan trọng. Các chiến dịch cũng nên chú ý vào hồ sơ nhân khẩu học - nhóm tuổi, thu nhập, địa vị xã hội, lối sống, nguyện vọng,.. của người tiêu dùng. Vì một chiến dịch nhắm mục tiêu sai có thể thất bại và gây ảnh hưởng xấu cho thương hiệu cũng như sản phẩm được dự định quảng bá.
Quan trọng hơn, Buzz Marketing và các Viral Marketing chỉ có thể thành công nếu nó tạo ra giá trị về mặt tin tức. Khi một điều gì đó độc đáo được giới thiệu trên TV, báo chí và truyền thông online, thương hiệu sẽ vô tình in sâu vào tâm lý tiêu dùng. Các doanh nghiệp có thể thực hiện chiến lược word-of-mouth đồng thời với các chiến dịch truyền thông truyền thống để có tác động tốt hơn.